# Mossbosalangan
Mossboalangan (Aerodramus salangana) är en fågel i familjen seglare.

## Utbredning och systematik
Arten delas in i fyra underarter:
- A. s. natunae – norra Borneo, Natuna Islands och ev. Sumatra
- A. s. maratua – Maratuaarkipelagen (nordost Borneo)
- A. s. aerophilus – Nias och närliggande öar utanför västra Sumatra
- A. s. slangarna – Java, enstaka filippinska fynd från Basilan

## Status och hot
Arten har ett stort utbredningsområde, men tros minska i antal, dock inte tillräckligt kraftigt för att den ska betraktas som hotad. Internationella naturvårdsunionen IUCN listar därför arten som livskraftig (LC).